# Iruelos
Iruelos település Spanyolországban, Salamanca tartományban. Iruelos Puertas, Brincones, Ahigal de Villarino és El Manzano községekkel határos. Lakosainak száma 31 fő (2024).

## Népesség
A település népessége az elmúlt években az alábbi módon változott:
| Lakosok száma | 63   | 54   | 48   | 42   | 35   | 39   | 34   | 33   | 28   | 31   |
|               | 2001 | 2004 | 2007 | 2009 | 2012 | 2014 | 2017 | 2019 | 2022 | 2024 |